# Jonas Mekas

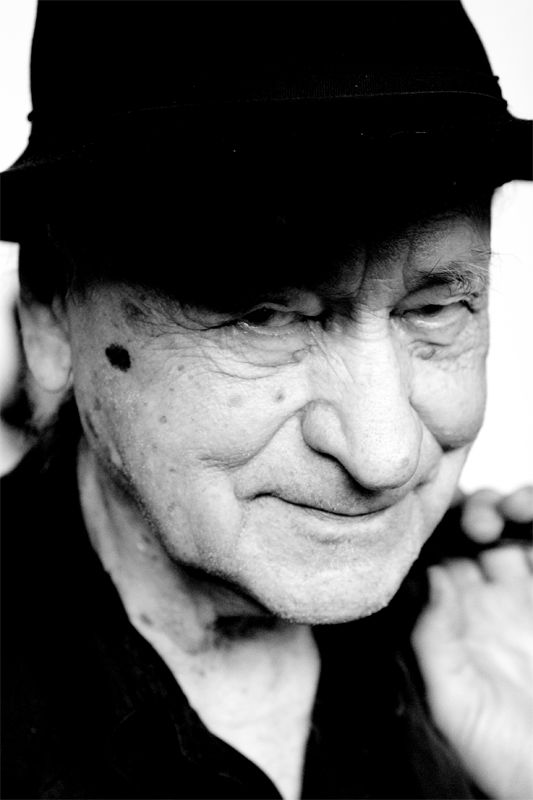
Jonas Mekas (2008)

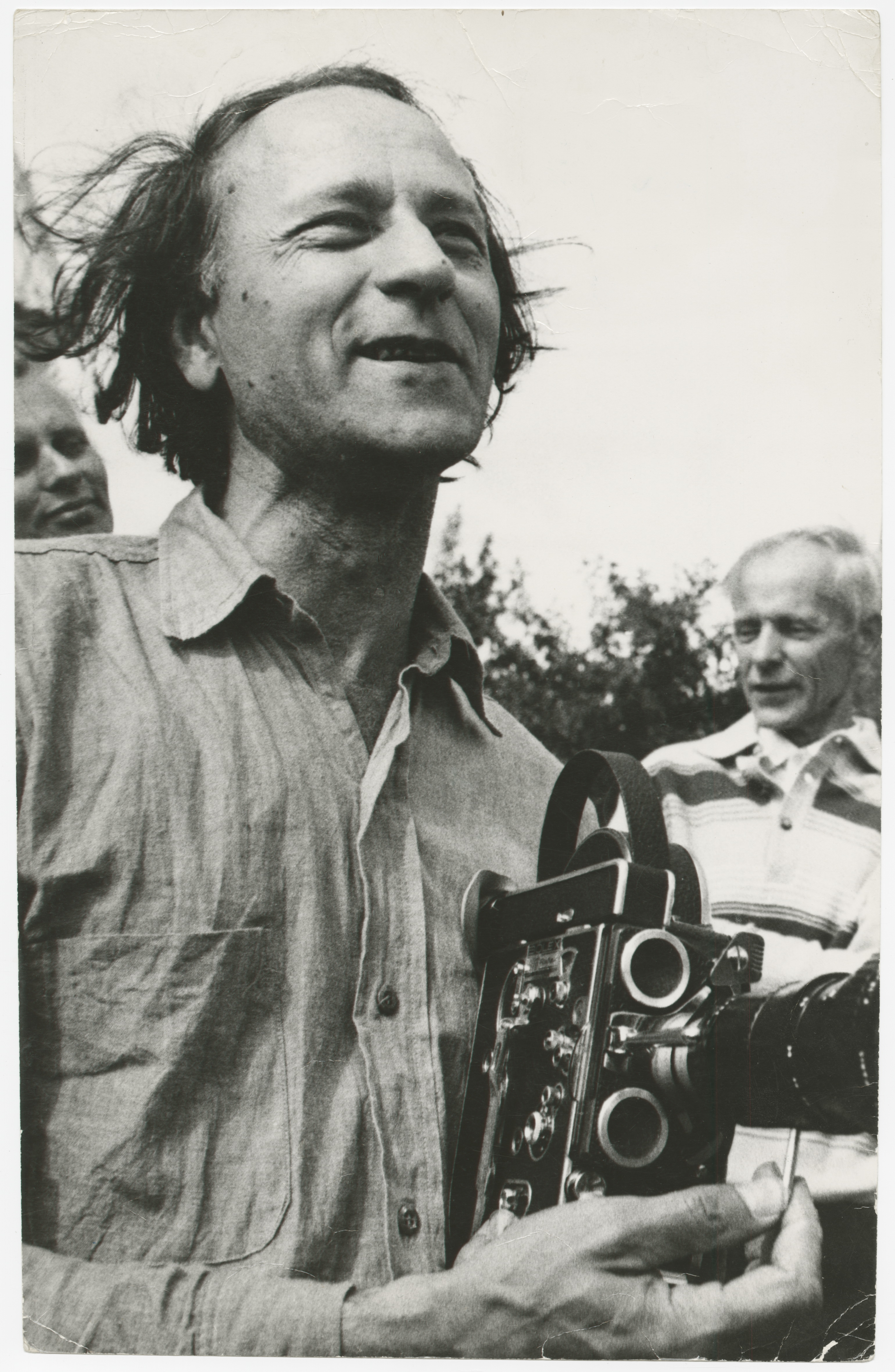
Jonas Mekas in Biržai 1971.

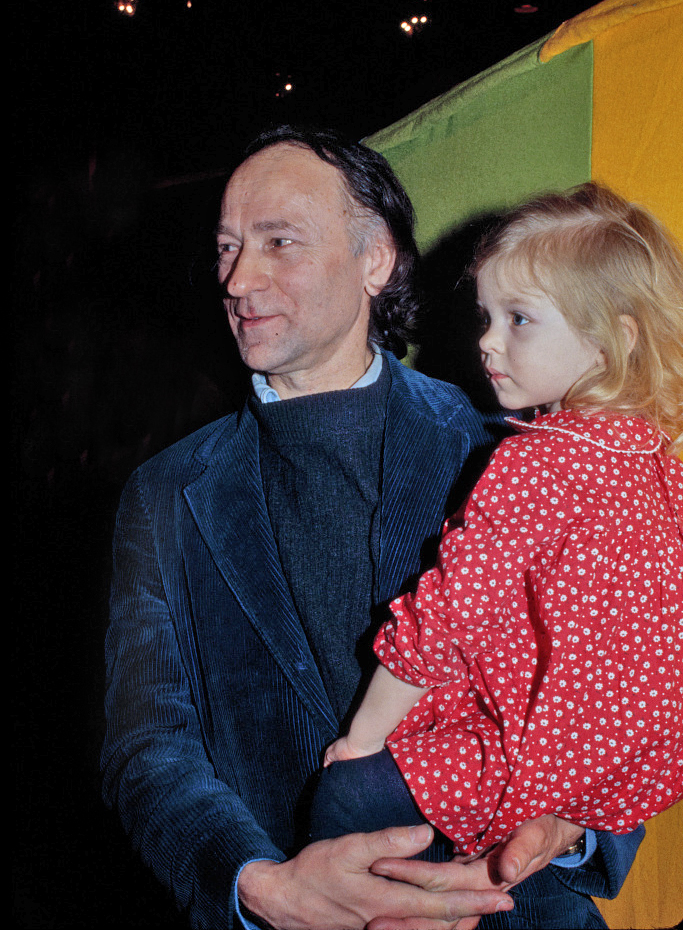
Jonas Mekas 1977.

Jonas Mekas (* 24. Dezember 1922 in Semeniškiai, jetzt Rajongemeinde Biržai, Litauen; † 23. Januar 2019 in New York City) war ein litauisch-amerikanischer Filmregisseur, Autor und Kurator. Er wurde oft „der Pate des amerikanischen Avantgardekinos“ genannt.

## Leben und Werk
Mekas wuchs in einer litauischen evangelisch-reformierten Familie auf. Während des Zweiten Weltkriegs tippte er Texte für eine Anti-Nazi-Zeitung mit einer Schreibmaschine, die dann von der Gestapo im Stall entdeckt wurde. Von 1943 bis 1944 wohnte Mekas auf dem Dachboden seines Onkels, eines protestantischen Pfarrers, in Biržai.
Im Jahre 1944 wurden Mekas und sein jüngerer Bruder Adolfas von den Nazis inhaftiert und für acht Monate in ein Arbeitslager in Elmshorn gesperrt. Aufgrund der sowjetischen Besetzung konnte er nach dem Krieg nicht nach Litauen zurückkehren und galt als heimatlose displaced person. Unterkunft fand er in DP-Lagern in Wiesbaden und Kassel. Von 1946 bis 1948 studierte Mekas Philosophie an der Johannes Gutenberg-Universität Mainz.
Ende 1949 emigrierte Jonas Mekas mit seinem Bruder in die Vereinigten Staaten, wo er sich in Williamsburg, New York, niederließ. Kurz nach seiner Ankunft kaufte sich Mekas eine 16-mm-Kamera von Bolex und begann, Momente aus seinem Leben zu filmen. Bei Veranstaltungen wie beispielsweise Amos Vogels Cinema 16 entdeckte er den Avantgardefilm für sich und begann ab 1953 eigene Filme zu drehen. Wichtig war die Begegnung mit dem Dadaisten Hans Richter, dessen Filmklasse er besuchte. Bald gehörte Mekas zu den Schlüsselfiguren des New American Cinema.
Er gründete die Zeitschrift Film Culture (1954–1996), die heute als maßgebliche Institution für die Entstehung des US-amerikanischen Autorenfilms gilt. Ab 1958 schrieb er Filmkritiken für das New Yorker Stadtmagazin The Village Voice in seiner Kolumne Movie Journal. 1962 gründete er mit Emile de Antonio die unabhängige Film-makers’ Cooperative, einen Zusammenschluss freischaffender Experimentalfilmer, und 1964 die ihm angeschlossene Film-Makers’ Cinematheque als Forum zur Aufführung von deren Filmen. Für das Zeigen der expliziten Filme Flaming Creatures von Jack Smith und Ein Liebeslied von Jean Genet an der Film-Makers’ Cinematheque wurde Mekas im Jahr 1964 verhaftet. Aus der Cinematheque ging 1970 das ebenfalls von Mekas gegründete Projekt Anthology Film Archives hervor, das die weltgrößte Sammlung von Avantgarde-Filmkunst beherbergt. Er arbeitete mit Künstlern wie Andy Warhol, Nico, Yoko Ono, John Lennon, Salvador Dalí und seinem Landsmann George Maciunas zusammen.
Obwohl seine erzählenden und seine Dokumentarfilme hoch geschätzt werden, ist Mekas besonders für seine Tagebuchfilme bekannt, darunter Walden (1969), Lost, Lost, Lost (1975), Reminiscences of a Journey to Lithuania (1972), und Zefiro Torna (1992). Im Jahr 2000 kam ein vierstündiger Tagebuchfilm mit dem Titel As I Was Moving Ahead, Occasionally I Saw Brief Glimpses of Beauty heraus, den Mekas aus dem Material zusammenstellte, das er in rund 30 Jahren (1970–1999) täglich mit seiner Bolex aufgenommen hatte.
2007 wurde Mekas mit dem Sonderpreis zum Roswitha Haftmann-Preis ausgezeichnet. 2008 erhielt er von Bundespräsident Heinz Fischer das Österreichische Ehrenzeichen für Wissenschaft und Kunst. 2013 wurde er zum Mitglied der American Academy of Arts and Sciences gewählt. 2017 wurden seine Filme während der documenta 14 gezeigt.
2007 erhielt Mekas wieder die litauische Staatsangehörigkeit aufgrund einer Verordnung des litauischen Präsidenten Valdas Adamkus. Mekas lebte und arbeitete in New York City (USA).
Der deutsche Regisseur Peter Sempel beschäftigte sich in drei Filmen mit Mekas: Jonas in the Desert (1991), Jonas at the Ocean (2004) und Jonas in the Jungle (2013).

### Familie
Mekas war von 1974 bis 2005 verheiratet mit der Fotografin Hollis Melton, die irischer Herkunft ist. Ihre Tochter, Oona Mekas (* 1974), arbeitet als Schauspielerin. Der Sohn, Sebastian Mekas (* 1981), absolvierte ein Mathematik- und Astrophysik-Studium und war ebenfalls als Schauspieler tätig.

## Museum
- Jonas Mekas Visual Arts Center in Vilnius, Litauen

## Zitat
„Zuerst muss ich sagen, dass ich kein sehr nachdenklicher Mensch bin. Die Leute denken zu viel. Und sie nehmen sich zu ernst. Ich lebe ohne Plan. Mein grösste Entdeckung war zu verstehen, dass ich nichts tun muss: Alles, was ich tun muss, ist zuzulassen, dass die Dinge passieren können […] ihnen nicht im Weg stehen. Ich bin mir nicht sicher, ob ich andere Filmemacher oder Künstler beeinflusst habe. Meine Aufgabe war die einer Hebamme, die zerbrechlichen, neugeborenen Wesen hilft, die ersten Schritte in dieser Welt zu überleben. Meine Aufgabe war die eines Beschützers, der hilflose Neugeborene vor den Angriffen des Establishments schützt. Sich selbst ernst zu nehmen, sei es in der Kunst oder im Leben, ist unsinnig. Kunst oder Leben ohne Humor ist nicht lebenswert.“

## Schriften
- Scrapbook of the Sixties: Writings 1958–2010. Spector Books, Leipzig 2015, ISBN 978-3-95905-033-3.
- Ich hatte keinen Ort. Tagebücher 1944–1955. Spector Books, Leipzig 2017, ISBN 9783-95905-147-7, Amerikanische Originalausgabe: I had nowhere to go. Spector Books. Französische Übersetzung: Je n’avais nulle part où aller. P.O.L., 2004.
- A Dance with Fred Astair. Anthology Editions, 2017. (Erinnerungen)
- Conversations with Film-Makers. Spector Books, Leipzig 2018, ISBN 978-3-95905-080-7

## Auszeichnungen
- B3 BEN Award 2017 für das Lebenswerk